# Paulo Stocker
Clovis Paulo Stocker conhecido como Paulo Stocker ou Clovis Stocker (Santa Catarina, 1965) é cartunista, desenhista,  caricaturista, professor e artista plástico.  Em 2008, recebeu junto a Eduardo Rodrigues o prêmio HQ Mix, na categoria de melhor cartum, com o cartum Tulípio.

## Biografia
Clovis Paulo Stocker, nasceu em Brusque, Santa Catarina, no ano de 1965 e é radicado em São Paulo, vive em São Paulo desde 1995.
Em 2006, publicou o livro "Stockadas", através da Editora Lettera, foi colaborador nas revistas Revista Coyote, Caros Amigos, periódicas como O Pasquim e o Jornal do Brasil. No ano de 2010, lançou o livro Tulípio em cooautoria com o Eduardo Rodrigues, através da editora Devir. 

## Prêmios
- Recebeu com o cartunista Eduardo Rodrigues o prêmio de melhor cartum, pela Revista Tulipio, no HQMix, em 2008.[10]

## Obras artísticas
Suas obras são encontradas nas paredes de São Paulo, principalmente na Rua Augusta, o artista trabalha com grafite pintando muros de bares, comércios... 
Suas tirinhas são retratadas em camisetas, quadros, pôsteres e canecas personalizadas. 
As personagens "Clóvis" e Augusta, criada pelo Paulo Stocker é bastante conhecida, ambas as personagens foi criada pelo autor quando ele soube que ia ser pai, na criação de vários desenhos acabou dando vida a ambas as personagens de forma criativa. A personagem Clóvis tem traços trabalhados em nanquim e os quadrinhos são pantomímicos.

## Livros
- Stockadas, Editora Lettera, 2006;
- Clovis, Literare Books International, 2020;
- Ducineia Catadora, 2020;

### Antologia
- Tulipio Humor de Botequim, Editora Devir, 2009, obra organizada junto com o Eduardo Rodrigues e com a participação de outros autores, prefácio e participação de Aldir Blanc, dentre outros.